# Вільям Фітц Томас

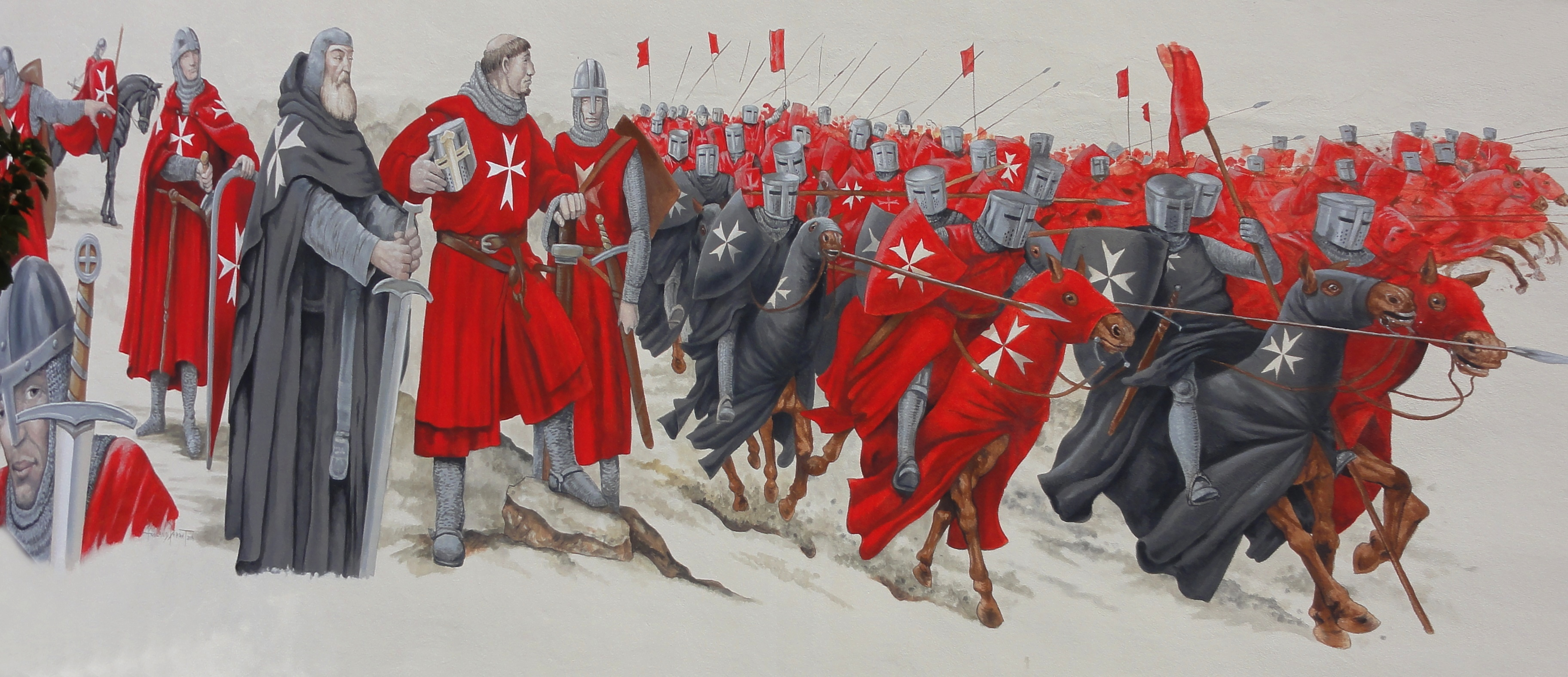
Лицарі-госпітальєри.

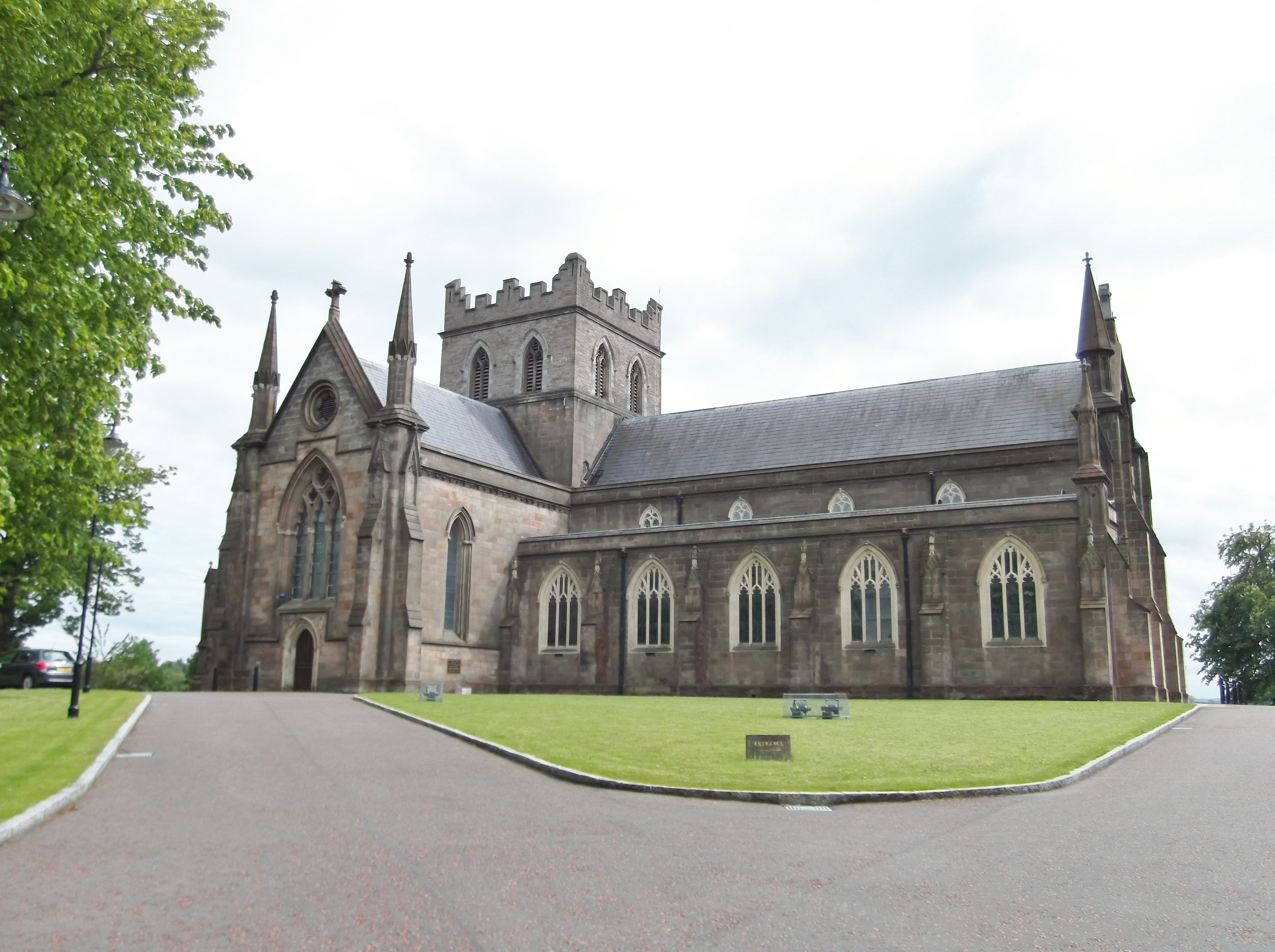
Собор Святого Патріка в Армі.

Вільям Фітц Томас (англ. William Fitz Thomas) (до 1415—1438) — ірландський політик, державний діяч англо-норманського походження, лорд-канцлер Ірландії, лорд-лейтенант Ірландії, пріор лицарського ордену госпітальєрів у Кілмейнхемі з 1420 по 1438 рік. Він змінив Томаса Ле Ботеллера, що помер на військовій службі у Франції в 1420 році на посаді пріора ордену.

## Життєпис
Ще до того, як він став пріором госпітальєрів, він явно був суддею та державним діячем певної ваги. У квітні 1422 року Таємна Рада Ірландії призначила його лорд-лейтенантом Ірландії: він обіймав цю посаду до жовтня наступного року. Він також двічі був лорд-канцлером Ірландії; існує певна плутанина щодо дат його терміну перебування на посаді, але вперше записано, що він обіймав посаду лорд-канцлера Ірландії в 1415 році, і пішов у відставку після 1426 року. У 1417 році він був свідком важливої хартії короля Англії Генріха V, яка гарантувала свободи громадянам Дубліна.
Попри свої високі посади, він певною мірою перебував під контролем архієпископа Арма, зокрема щодо значних земель його Ордену в графстві Лаут. Грізний Джон Свейн, архієпископ Арма з 1418 по 1439 рік, швидко підтвердив свою владу: він наказав Фітц Томасу усунути вікарія, винного в подружній зраді, а коли інший вікарій пішов у відставку через бідність, Свейн наказав Вільяму Фітц Томасу звільнити самого себе або збільшити йому пожиттєве жалування, або позбутися права представляти свого кандидата вікарієм. В обох випадках Фіц Томас, схоже, відчував себе зобов'язаним виконувати накази архієпископа. У 1427 році йому було прощено всі його борги перед Короною Англії. Він перестав бути пріором ордену госпітальєрів до 1438 року.